# Emile Zuckerkandl
Emile Zuckerkandl (* 4. Juli 1922 in Wien; † 9. November 2013 in Palo Alto, Kalifornien) war Evolutionsbiologe österreichischer Herkunft, der in Frankreich und den USA tätig war.

## Leben
Seine Mutter Gertrude Zuckerkandl war eine Tochter des Psychoanalytikers Wilhelm Stekel. Seine Großmutter Berta Zuckerkandl-Szeps, Tochter des liberalen Zeitungsverlegers Moritz Szeps, führte in Wien bis 1938 wie ihre Mutter einen prominenten Künstler- und Literatensalon. Sein Großvater Emil Zuckerkandl war österreichischer Anatom.
Zuckerkandl floh 1938 vor der Verfolgung durch die Nationalsozialisten mit Mutter und Großmutter Berta († 1945 in Paris) nach Paris und Algier. Nachdem er über Albert Einstein und Walther Mayer ein Stipendium erhalten hatte, ging er im Herbst 1946 in die USA. 1947 lernte Zuckerkandl seine zukünftige Ehefrau Jane kennen und erlangte einen Abschluss in Physiologie an der Universität von Illinois.
Anschließend kehrte er nach Paris zurück und erwarb einen Doktorgrad in Biologie an der Sorbonne. Mit seiner Ehefrau – das Paar hatte 1950 in Paris geheiratet – lebte er zunächst in der Bretagne, bis er 1959 von Linus Pauling ans California Institute of Technology in Pasadena (Kalifornien) geholt wurde.
Emile Zuckerkandl ist einer der Begründer des Forschungsfeldes der molekularen Evolution. So postulierte er zum Beispiel unter der Leitung von und gemeinsam mit Linus Pauling 1962 die Hypothese einer molekularen Uhr, wonach sich Proteine mit einer konstanten Mutationsrate verändern. 1965 wurde er ans Centre national de la recherche scientifique in Montpellier berufen, wo er ein Forschungszentrum für Molekularbiologie gründete und leitete. 1977 kehrte er nach Kalifornien zurück und war Präsident des Linus Pauling Institute sowie ab 1992 Präsident der Nachfolgeinstitution Institute for Molecular Medicine.
2012 kaufte die Österreichische Nationalbibliothek von Zuckerkandl sein persönliches Archiv mit den Autografen berühmter Persönlichkeiten, wie sie bei seiner Großmutter in Wien aus und ein gingen, mit vielen Briefen an Berta Zuckerkandl und mit ihrem Bericht über die Flucht von Frankreich nach Algier mit Emile. 2013 haben Theresia Klugsberger und Ruth Pleyer diesen Bericht unter dem Titel Flucht! Von Bourges nach Algier im Sommer 1940. im Czernin Verlag in Wien herausgegeben.
Für den Dokumentarfilm Emile – Erinnerungen eines Vertriebenen (2023) wurde er von seinem Großneffen Rainer Frimmel interviewt.

## Veröffentlichungen (Auswahl)
- Emile Zuckerkandl, Richard T Jones, Linus Pauling: A comparison of animal hemoglobins by tryptic peptide pattern analysis. In: Proc Natl Acad Sci USA, 46/10, 1960, S. 1349–1360, PMC 223050 (freier Volltext)
- E Zuckerkandl: Controller-gene diseases: The operon model as applied to beta-Thalassemia, familial fetal hemoglobinemia and the normal switch from the production of fetal hemoglobin to that of adult hemoglobin. In: J Mol Biol, 8, 1964, S. 128–147.
- E Zuckerkandl, Linus Pauling: Molecules as documents of evolutionary history. In: J Theor Biol, 8/2, 1965, S. 357–366.
- E Zuckerkandl, J Derancourt, H Vogel: Mutational trends and random processes in the evolution of informational macromolecules. In: J Mol Biol, 59/3, 1971, S. 473–490.
- E Zuckerkandl: Some aspects of protein evolution.In: Biochimie 54/9, 1972, S. 1095–1102.
- E Zuckerkandl: A possible role of “inert” heterochromatin in cell differentiation. Action of and competition for “locking” molecules. In: Biochimie, 56/6-7, 1974, S. 937–954.
- E Zuckerkandl: The appearance of new structures and functions in proteins during evolution. In: J Mol Evol, 7/1, 1975, S. 1–57.
- E Zuckerkandl: Evolutionary processes and evolutionary noise at the molecular level. I.: Functional density in proteins. In: J Mol Evol, 7/3, 1976: 167-183. II.: A selectionist model for random fixations in proteins. In: J Mol Evol, 7/4, 1976, S. 269–311.
- E Zuckerkandl: Multilocus enzymes, gene regulation, and genetic sufficiency. In: J Mol Evol, 12/1, 1978, S. 57–89.
- E Zuckerkandl: On the molecular evolutionary clock. In: J Mol Evol, 26/1-2, 1987, S. 34–46.
- E Zuckerkandl: Revisiting junk DNA. In: J Mol Evol, 34/3, 1992: 259–271.
- E Zuckerkandl: Junk DNA and sectorial gene repression. In: Gene, 205/1-2, 1997, S. 323–343.
- E Zuckerkandl: Neutral and nonneutral mutations: The creative mix-evolution of complexity in gene interaction systems. In: J Mol Evol, 44/4, 1997: 470. Erratum notice in: J Mol Evol, 44, 1997, Suppl 1, S. S2–8.
- E Zuckerkandl: Sectorial gene repression in the control of development. In: Gene, 238/1, 1999, S. 263–276.
- E Zuckerkandl: Why so many noncoding nucleotides? The eukaryote genome as an epigenetic machine. In: Genetica, 115/1, 2002, S. 105–129.